# Schevichoven

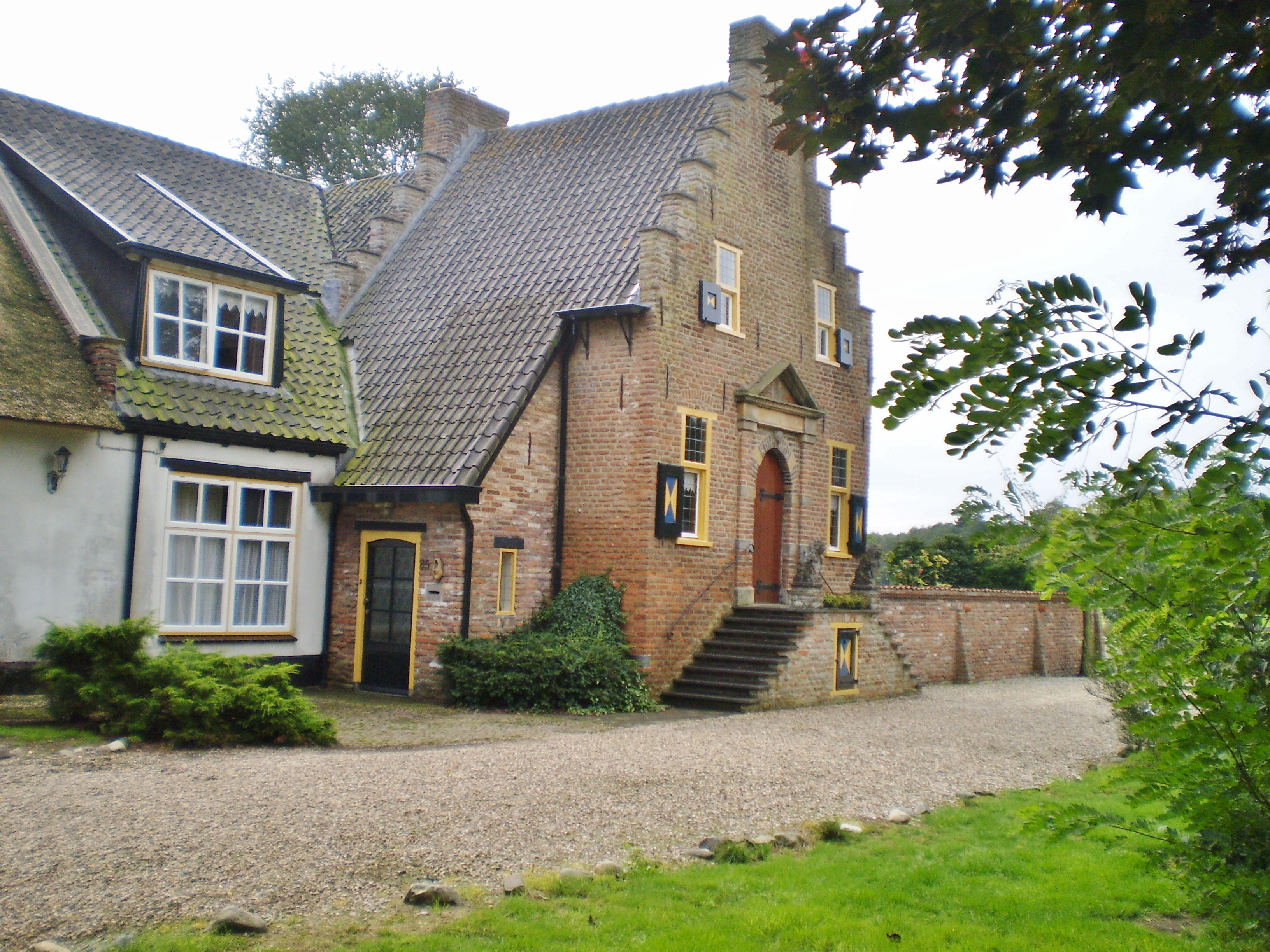
Schevichoven

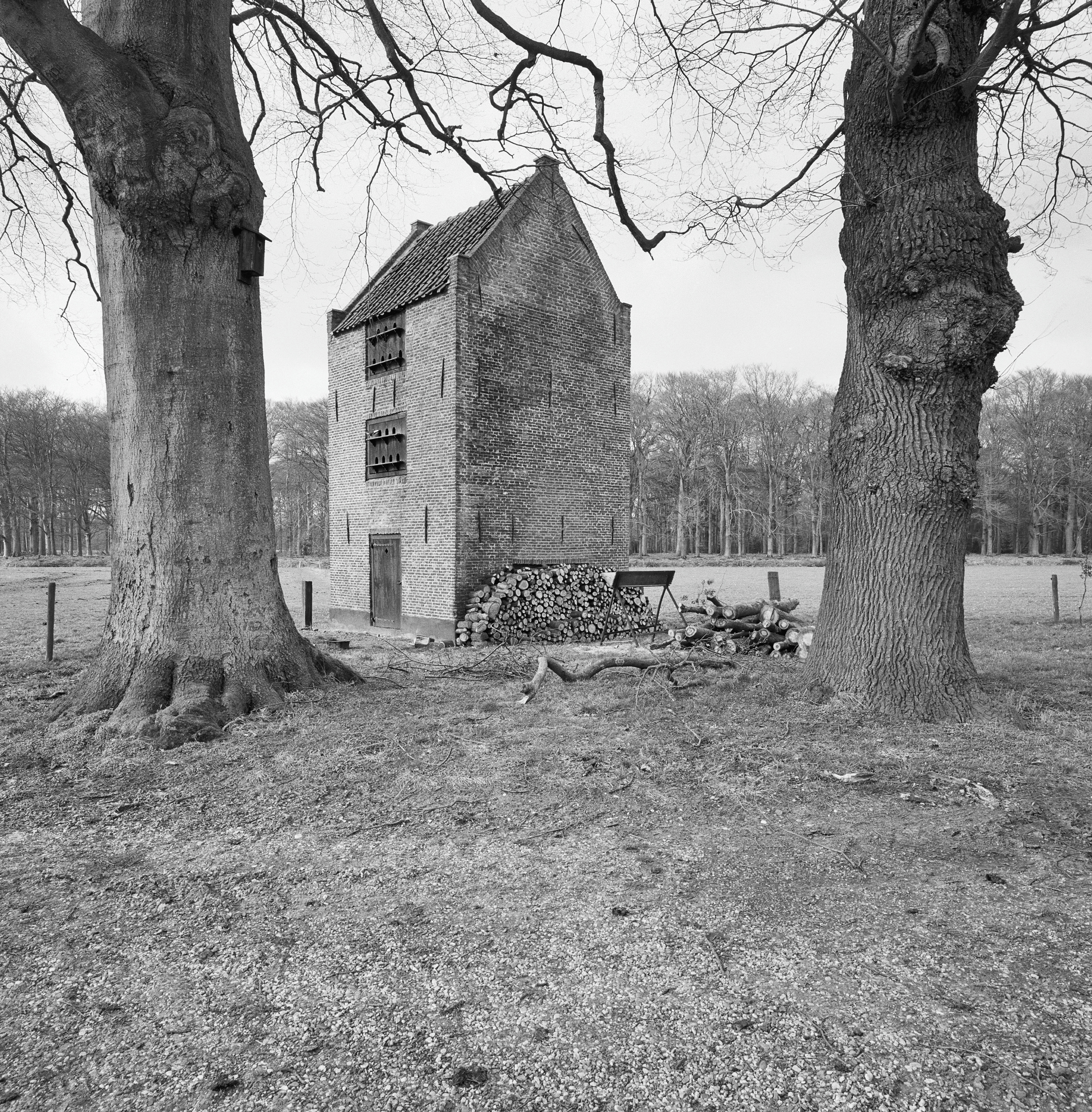
Duiventoren

Schevichoven is een buitenplaats in Leersum in de gemeente Utrechtse Heuvelrug. Het ligt aan de Middelweg nr. 85 in Leersum, niet ver van Broekhuizen.
Het huidige gebouw met twee trapgevels is een restant van het kasteel. Het huis werd in 1911 uitgebreid met een herenkamer. Tussen 1954 tot 1981 was het een proefboerderij van het Centraal Veevoeder Instituut, in 1981 werd het weer een particuliere boerderij. De buitenplaats bestaat uit een boerderij, een jachthuis een schaapskooi en een duiventoren. De huidige boerderij dateert uit 1911, de schaapskooi is tussen 1983 en 1985 geheel vernieuwd.  De vierkante wit gepleisterde duiventoren met zadeldak naast gebouw dateert uit de 17e eeuw.

## Geschiedenis
Het bisschoppelijke leen Schevichoven wordt voor de eerste keer genoemd in 1394. Het wordt dan omschreven als twee hoeven lands, veens ende hoefslag, geheiten Schevinchoven. Schevichoven betekent Vlashoeve. In 1622 voegt Johan van Renesse van der Aa het bij Zuilenstein. Het goed komt door vererving aan zijn dochter Agnes van Renesse van der Aa Schevichoven die getrouwd is met admiraal Jacob van Wassenaer Obdam. Toen Willem van Nassau, heer van Zuylenstein in 1700 eigenaar werd, behoorde het huis opnieuw tot Zuylenstein.
In 1813 wordt het huis gekocht door Jan van Nellesteijn, waarmee het weer tot Broekhuizen hoort.

## Bewoners
- 1394 Johan van Broichusen (Broeckhuysen)
- 1434 Arent van Broichuysen
- - 1500 familie van Broichuysen
- 1622 - 1640 Johan van Renesse van der Aa
- 1640 Agnes van Renesse van der Aa, gehuwd met admiraal Jacob baron van Wassenaer Obdam
- 1677 Aert Woutersz x Geertruijt Gerrits Bosch
- 1700 Willem van Nassau-Zuylenstein
- 1813 mr. Jan van Nellesteijn
- familie Pauw van Wieldrecht